# Barfield (entreprise)
Pour les articles homonymes, voir Barfield.
En 2007, le Groupe Sabena technics fait l’acquisition de Barfield. Aujourd’hui, sa filiale américaine emploie 250 personnes sur ses sites de Miami, Phoenix Louisville et Bogota et atteint un chiffre d’affaires de 70 millions de dollars. Les services offerts par Barfield sont répartis en quatre activités : Component services, Airline programs, Distribution & Rotables et Ground Support Test Equipment.
Depuis le 17 mars 2014, Barfield a été racheté à 100% par Air France Industries.

## Produits
Component services
L’activité de réparation et d’entretien d’équipements de Barfield est centrée sur les appareils de type Airbus et Boeing, ainsi que sur la plupart des avions régionaux. Afin de répondre aux besoins de ses clients, Barfield peut tester, réparer et entretenir en interne les technologies suivantes : hydraulics, avionics, instruments, accessories et cockpit seats.
Airline Programs
En tant que filiale de Sabena technics, Barfield a une vision claire des attentes de flexibilité et de réactivité des compagnies aériennes et met en œuvre des programmes personnalisés pour répondre à leurs besoins opérationnels. Depuis plus de deux décennies, l’entreprise fournit des programmes de support complet personnalisé. Cette activité couvre la famille Airbus A320, les Boeing 737, les Bombardier Dash 8, les ATR 42 et 72, et les Embraer 170 & 190. Les différentes solutions que peut comporter le programme sont : inventory solutions, logistic solutions, program management, engineering & fleet support, component reliability management, CIP (Customer Initial Provisioning).
Distribution and rotables
Barfield est distributeur des OEM/Compagnies européennes et américaines suivantes : Airbus France, EADS Sogerma, Elta Industria, Litef, Naasco, Olaer et Siemens. Grâce à son AOG desk opérationnel 24h/24, 7jours/7, l’entreprise est également en mesure de proposer des échanges et des ventes dans un délai très court : les stocks d’équipement pour Airbus, Boeing et avions régionaux sont maintenus à niveau afin d’assurer échanges et ventes, en tenant compte de la demande élevée de LRU (Line Replaceable Unit) certifiés et disponibles dans l’immédiat.
Ground Support Test Equipement
Ground Support Test Equipment conçoit et produit des équipements de test de grande qualité à un prix compétitif. Sa solide réputation en matière de fiabilité et d’ergonomie ont fait de Barfield un pionnier et un leader reconnu dans l’industrie aéronautique. Les différents types de produits développés par cette activités sont, entre autres : Air Data/ Pitot Statics, RVSM Air Data, APU Testers, Cable Tensiometers, Fuel Quantity, Nav/Comm Transponder Test Sets, Pitot/Static Adapters, Turbine Temperature.